# 19 (chanson)
Pour les articles homonymes, voir 19 (homonymie).
Singles de Paul Hardcastle
Rain Forest
(1984) Just for Money
(1985)
19 est un single du musicien britannique Paul Hardcastle sorti le 17 février 1985, premier extrait du troisième album de l'artiste simplement intitulé Paul Hardcastle.
La chanson délivre un message antiguerre en parlant de l'intervention des États-Unis au Viêt Nam et des séquelles psychologiques sur les soldats, comme le syndrome de stress post-traumatique.
Des extraits sonores du documentaire télévisuel Vietnam Requiem sont utilisés, principalement la voix du narrateur Peter Thomas.
Le titre de la chanson fait référence à la moyenne d'âge des soldats envoyés au combat (19 ans).
Le single se vend à 8 millions d'exemplaires dans le monde, se classant en tête des charts de nombreux pays.
Décliné en de multiples versions longues sur des maxi 45 tours (Extended Version, Destruction Mix, 19 - The Final Story), le morceau est aussi enregistré en plusieurs langues (allemand, français, espagnol et japonais). La version française est réalisée en collaboration avec Yves Mourousi.
Des remixes sont réalisés en 2010 (25th Anniversary Remixes Vol. 1 et Vol. 2, Welcome to Hell Remixes, The Story Continues...), ainsi qu'en 2015 (The 30th Anniversary Mixes).

## Classements hebdomadaires
| Classement (1985)                      | Meilleure position |
| -------------------------------------- | ------------------ |
| Allemagne (GfK Entertainment)          | 1                  |
| Australie (ARIA)                       | 10                 |
| Autriche (Ö3 Austria Top 40)           | 1                  |
| Belgique (Flandre Ultratop 50 Singles) | 1                  |
| Canada (RPM 100 Singles)               | 2                  |
| États-Unis (Billboard Hot 100)         | 15                 |
| États-Unis (Hot Dance Club Songs)      | 1                  |
| Europe (Eurochart Hot 100)             | 1                  |
| France (SNEP)                          | 15                 |
| Irlande (IRMA)                         | 1                  |
| Italie (FIMI)                          | 1                  |
| Norvège (VG-lista)                     | 1                  |
| Nouvelle-Zélande (RMNZ)                | 1                  |
| Pays-Bas (Nederlandse Top 40)          | 1                  |
| Pays-Bas (Single Top 100)              | 1                  |
| Royaume-Uni (UK Singles Chart)         | 1                  |
| Suède (Sverigetopplistan)              | 1                  |
| Suisse (Schweizer Hitparade)           | 1                  |

| Classement (2011)              | Meilleure position |
| ------------------------------ | ------------------ |
| Royaume-Uni (UK Singles Chart) | 40                 |

## Certifications
| Pays                  | Certification | Unités certifiées |
| --------------------- | ------------- | ----------------- |
| Allemagne (BVMI)      | Or            | 500 000           |
| Canada (Music Canada) | Or            | 50 000            |
| Royaume-Uni (BPI)     | Or            | 500 000           |